# ВикиРанк
ВикиРанк (или WikiRank) - је онлајн веб сервис за аутоматску процену квалитета и упоређивање чланака у Википедија.
Прво помињање услуге у научним радовима било је 2015. године. Једно од истраживања која описује резултате процене квалитета коришћењем услуге ВикиРанк је препознато као један од најважнијих открића Википедије и других Викимедиа у 2017-2018.
Посебна карактеристика услуге је да омогућава процену квалитета и популарности чланака из Википедије скалом од 0 до 100 као резултат израчунавања синтетичке мере. Ово поједностављује упоређивање верзије језика чланака, које могу имати различите шеме за оцењивање и стандарде процене. За добијање квалитета и популарности, ВикиРанк користи различите важне нормализоване мере, као текстуална дужина, број референци, секције, слике, број посета и други
На почетку, услуга је омогућила упоређивање квалитета чланака у 7 језика. Сада услуга може оцијенити чланке у више од 50 главних језичких издања Википедије. У будућности је планирано укључивање нових мјера за оцјену квалитета, укључујући социјалне сигнале из друштвених извора (као што су Фејсбук, Твитер, Вконтакте, LinkedIn и друге, као и из претраживача (као што су Bing, Јаху, Баиду, Јандекс и други).
ВикиРанк се користи и за дидактичке сврхе у различитим високошколским установама (као што је Универзитет у Варшави).
Резултати који је ВикиРанк користио за процену квалитета инфобокес.